# TT249
Das Grab TT249 (Theban Tomb – Thebanisches Grab Nummer 249) befindet sich in Theben-West bei dem modernen Ort Luxor in Ägypten in dem Nekropolenteil, der heute Scheich Abd el-Qurna genannt wird. Die Grabanlage gehörte dem Verantwortlichen für Süßigkeiten, Neferrenpet, der wahrscheinlich unter Thutmosis IV. lebte und amtierte. Er war außerdem Schreiber des Palastes und Reinigungspriester.
Das Grab ist seit mindestens 1913 bekannt und wurde in den folgenden Jahren von verschiedenen Ägyptologen besucht.
Von dem Grab ist heute nur die in den Fels gehauene und ausgemalte Grabkapelle bekannt. Sie besteht aus einer Querhalle und einer kleinen Kultkapelle. Die Wandmalereien sind nicht gut erhalten. Es finden sich diverse Szenen, wie sie typisch für Grabkapellen der 18. Dynastie sind. Auf der Nordwand der Querhalle, links von der Tür, die zur inneren Kultkapelle führt, sieht man den Grabinhaber vor dem Unterweltgott Osiris. Darunter befindet sich die schlecht erhaltene Darstellung eines Begräbniszuges. Auf derselben Wand, rechts von der Tür, sieht man eine Bankettszene, hier sind auch zweimal Neferrenpet und seine Gemahlin dargestellt, wie sie Geschenke erhalten. Die Szene wird von Musikantinnen begleitet. In der innersten Kapelle sieht man auf der Rückwand eine gemalte Stele. Rechts und links davon sind jeweils Paare gemalt, die Opfergaben empfangen. Beischriften sind nicht erhalten.